# Éditions Complexe
Pour les articles homonymes, voir Complexe.
Les éditions Complexe sont une maison d'édition fondée en 1971 et spécialisée dans l'histoire et la littérature. Originellement indépendantes et situées à Bruxelles, elles ont été rachetées par le groupe Vilo dans les années 2000 et transférées à Paris en 2007. Leur catalogue comprend un millier de titres.

## Histoire
Les éditions Complexe sont fondées en 1971 à Bruxelles par Danielle Vincken et
André Versaille, spécialiste de Voltaire.
Elles accompagnent les tendances nouvelles de l'historiographie de langue française, notamment dans le cadre des collections « Histoire du temps présent », en partenariat avec l'Institut d'histoire du temps présent (IHTP), et « Histoire culturelle », en partenariat avec le Centre d'histoire culturelle des sociétés contemporaines (CHCSC). De nombreux ouvrages sur l'histoire du communisme, la Guerre froide ou les relations internationales voient alors le jour, avec des auteurs comme Nicolas Werth, Hélène Carrère d'Encausse ou Anne de Tinguy.
En 1999, en collaboration avec Le Monde diplomatique, Complexe publie L'Âge des extrêmes, de l'historien marxiste britannique Eric Hobsbawm. Alors que l'ouvrage, paru en anglais en 1994, a déjà été traduit en une vingtaine de langues, il a été refusé par plusieurs éditeurs parisiens, dont les éditions Gallimard représentées par Pierre Nora. C'est le plus grand succès commercial de l'histoire des éditions Complexe, avec 80 000 exemplaires vendus.
Dans les années 2000, les difficultés du groupe Vilo rejaillissent sur les éditions Complexe : elles cessent les publications à partir de février 2007, tous les employés sont licenciés entre janvier et juin, et le fondateur André Versaille quitte la société pour fonder une nouvelle maison d'édition à son nom (en 2010, il re-publie L'Âge des extrêmes). En 2008, la maison d'édition renaît sous la direction de l'historien moderniste et spécialiste du cinéma Antoine de Baecque. Antoine de Baecque quitte cependant la maison à la fin 2009. 